# Kanton Pays morcenais tarusate
Pays morcenais tarusate is een kanton van het Franse departement Landes. Het kanton ligt deels (18 gemeenten) in het arrondissement Dax, de rest ( 6 gemeenten) in het arrondissement Mont-de-Marsan  Het werd opgericht bij decreet van 18.2.2014 en is effectief na de departementale verkiezingen op 22.3.2015. Het omvat alle gemeenten van de voormalige kantons Morcenx en Tartas-Ouest, een deel van het kanton Tartas-Est en één gemeente van het kanton Mont-de-Marsan-Sud

## Gemeenten
Het kanton Pays morcenais tarusate omvatte bij zijn vorming 27 gemeenten.
Op 1 januari 2019 werden de gemeenten Morcenx, Arjuzanx, Garrosse en Sindères samengevoegd tot de fusiegemeente (commune nouvelle) Morcenx-la-Nouvelle.
Sindsdien omvat het kanton volgende gemeenten :
- Arengosse
- Audon
- Bégaar
- Beylongue
- Boos
- Carcarès-Sainte-Croix
- Carcen-Ponson
- Gouts
- Laluque
- Lamothe
- Lesgor
- Lesperon
- Le Leuy
- Meilhan
- Morcenx-la-Nouvelle
- Onesse-et-Laharie
- Ousse-Suzan
- Pontonx-sur-l'Adour
- Rion-des-Landes
- Saint-Yaguen
- Souprosse
- Tartas (hoofdplaats)
- Villenave
- Ygos-Saint-Saturnin